# Епска фантастика
Епска фантастика је правац (жанр) у књижевности који користи магију и друге натприродне облике као примарне елементе у заплету, теми или поставци. Жанр се обично од научне фантастике и хорора разликује по општем утиску и теми појединачних радова, мада између ова три постоји значајно преклапање, толико да се понекад називају заједничким називом спекулативна фикција. У ширем смислу, епска фантастика покрива дела многих писаца, од уметника и музичара из древних митова и легенди до многих модерних дела која данас прихвата широка публика.
Једно од мишљења је да је ово новији правац у књижевности који је настао средином двадесетог века и да је оснивач правца Џ. Р. Р. Толкин, те да је најпознатије дело епске фантастике „Господар прстенова“. Неки пак за осниваче овог жанра узимају ауторе са почетка века, као што је Роберт Е. Хауард и његов серијал о Конану Варварину. Но, ако се прихвати подела по којој се епска фантастика битно разликује од тзв. фантастике мача и магије, Хауард уопште не би ни припадао овом жанру.
Корени овог правца могу се наћи још у вавилонском Епу о Гилгамешу, у 7. веку п. н. е.
Неки од најпознатији представника су Џон Р. Р. Толкин, Тери Брукс, Роберт Џордан, Џорџ Р. Р. Мартин, К. С. Луис, Тери Прачет, Нил Гејман, па чак и (једним делом свог опуса) Урсула Легвин, Клајв Баркер и Стивен Кинг, док су од српских писаца то Ненад Гајић, већим делом свог опуса и Александар Тешић, док елементе жанра у својим делима користе и Дејан Стојиљковић и Горан Скробоња, као нека од најпознатијих имена.